# Liberismo francese
Il liberismo francese fiorisce durante il secolo dei lumi, quando si ha un differente modo di concepire la realtà. Questa diversa visione interessa anche l'aspetto economico. Infatti è in questo periodo che iniziano a formarsi due diverse correnti di pensiero: il mercantilismo e il liberismo (a cui si affianca la fisiocrazia). Siccome con lo stato assoluto il potere economico-commerciale era nelle mani del sovrano, con l'illuminismo si capisce che l'economia non deve necessariamente dipendere dalle mani del re. Pertanto queste due correnti sono accomunate dalla pretesa di un'economia autonoma, libera da ogni confine.
Però mentre la prima credeva che il commercio fosse la fase essenziale per far sì che lo Stato si arricchisca, il liberismo sosteneva che alla base della ricchezza ci fosse la produzione, l'agricoltura. Ciò portò i liberisti a criticare aspramente le teorie mercantiliste, poiché quando si scambia della merce per denaro si hanno ricchezze equivalenti a quelle di partenza e quindi, di fatto, non vi è alcun guadagno.